# When Love Takes Over You
«When Love Takes Over You» es una canción de la cantante estadounidense Donna Summer, lanzada el 13 de noviembre de 1989 por Warner Bros. Records (Europa) como el quinto y último sencillo de su decimocuarto álbum, Another Place and Time (1989). Al igual que el resto del álbum, la canción fue escrita y producida por el equipo de producción británico Stock Aitken & Waterman. En Estados Unidos no fue lanzado como sencillo.
La canción logró entrar en la lista UK Singles Chart del Reino Unido en el número 72, habiendo sido remezclada para su lanzamiento como sencillo.

## Lista de canciones
- sencillo 7"[2]

1. "When Love Takes Over You (Remix)" – 3:37
2. "Bad Reputation" – 4:08

- maxi 12" / CD 3[3]

1. "When Love Takes Over You (Extended Remix)" – 6:14
2. "When Love Takes Over You (Instrumental)" – 3:37
3. "Bad Reputation" – 4:08

## Posicionamiento en listas
| Lista (1989)                   | Máxima posición |
| ------------------------------ | --------------- |
| Reino Unido (UK Singles Chart) | 72              |